# Samtiger Pfifferling
Der Samtige, Samt- oder Fries’sche Pfifferling (Cantharellus friesii) ist eine Pilzart aus der Familie der Stoppelpilzverwandten (Hydnaceae).

## Merkmale
Der Samtige Pfifferling hat einen orangen (von satt orangegelb bis rötlich orange variierend), etwa 2–4 Zentimeter breiten Hut, der erst niedergedrückt erscheint, später trichterförmig wird und in höherem Alter eine gelappte Form annimmt. Der Hut mit dem lange eingerollten, später flatterigen Rand ist leicht samtig bis kahl. Die Hutunterseite ist lachsrosa bis orangegelblich gefärbt und blasst im Alter etwas aus. Das Hymenophor ist in Form von Leisten ausgebildet, die entferntstehend und dick mit stumpfer Schneide sind. Sie sind gegabelt und laufen adernähnlich am Stiel herab. Dieser ist blass orange oder gelblich, relativ kurz, zuerst voll, später hohl. Der Samtige Pfifferling riecht intensiv fruchtig nach Mirabellen.

## Ökologie
Der Samtige Pfifferling ist, wie die anderen Pfifferlinge ein Mykorrhizabildner, der mit verschiedenen Laub- und Nadelbäumen zusammen vorkommen kann. Er tritt in Buchen-, Tannen-Buchen und Fichten-Tannen- bis hin zu reinen Fichtenwäldern auf, wo er bevorzugt an kahlen, von krautigen Pflanzen möglichst freien Standorten hervortritt. Der Samtige Pfifferling ist ein kalk- und stickstoffmeidender Pilz, der nährstoffarme Böden mit pH-Werten unter 4 besiedelt.

## Verbreitung
Die Art ist in Nordasien und Europa verbreitet. Sie tritt in Deutschland zerstreut bis sehr lückig auf, im Norddeutschen Flachland kommt er nicht vor. Der Samtige Pfifferling steht in der Kategorie RL G (Gefährdung unbekannten Ausmaßes) auf der Roten Liste gefährdeter Pilzarten Deutschlands.

## Bedeutung

### Speisewert
Der Samtige Pfifferling ist essbar und gilt als guter Speisepilz. Er ist wie alle Pfifferlinge durch die Bundesartenschutzverordnung unter besonderen Schutz gestellt und darf nur in geringen Mengen für den Eigenbedarf gesammelt werden.

### Etymologie
Das Epitheton friesii ehrt den Mykologen Elias Magnus Fries.

## Artabgrenzung
Der Samtige Pfifferling kann mit dem häufigeren Echten Pfifferling (Cantharellus cibarius) verwechselt werden. Der wird deutlich größer und kräftiger und ist gleichmäßig gelb gefärbt, ohne lachsrosa oder orange Töne.
Der Dünnhyphige Zwerg-Pfifferling (Cantharellus romagnesianus) ist deutlich seltener, hat einen mehr ockergelben bis weißlichen Hut, eine oft hellere Unterseite mit entfernt stehenden Leisten und eine zumeist rote Stielbasis.
Die seltene Violettgelbe Kraterelle (Craterellus ianthinoxanthus) hat rosaviolettliche Leisten und wächst büschelig in Laubwäldern auf kalkhaltigen Böden.